# Prince of Wales Trophy

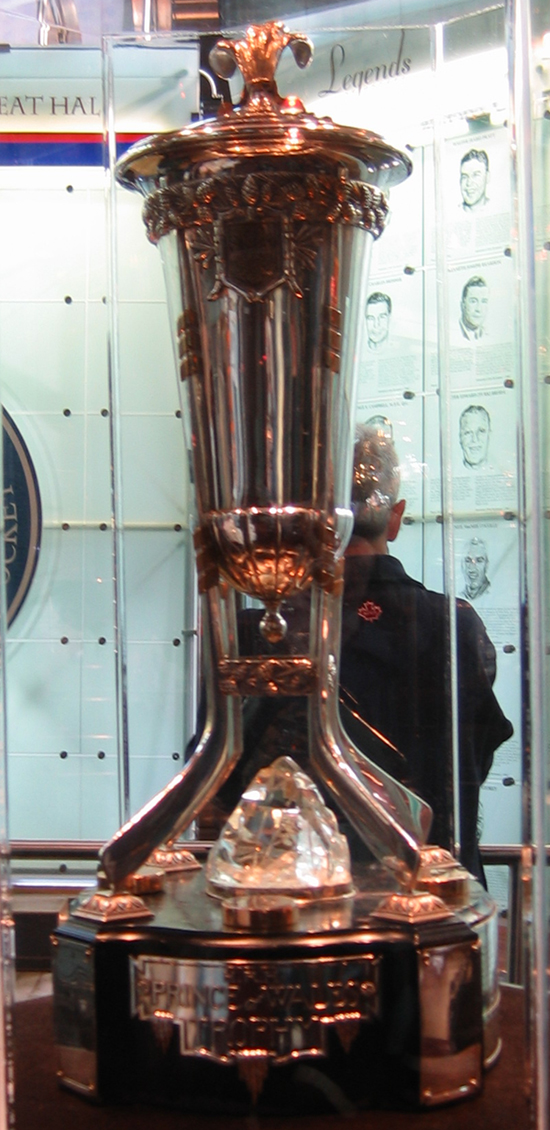
De Prince of Wales Trophy.

De Prince of Wales Trophy, of simpelweg Wales Trophy, wordt uitgereikt aan de winnaars van de play-offs van de Eastern Conference in de National Hockey League. De bokaal is gedoneerd door de Prince of Wales in 1924, Eduard VIII.
De prijs was oorspronkelijk voor de winnaar van de American Division, vanaf 1926. In 1928 was de NHL teruggebracht naar zes teams, waarna de Wales Trophy werd uitgereikt aan de winnaar van de reguliere competitie. Van 1967 tot 1973 werd de bokaal overhandigd aan de aanvoerder van de winnaar van de East Division, van 1974 tot 1993 aan de winnaar van de Wales Conference en sindsdien aan de winnaar van de Eastern Conference. Tot 1981 was de winnaar van de Wales Trophy de winnaar van de reguliere competitie in het oosten, maar vanaf toen wordt de prijs gegeven aan de winnaar van de play-offs in het oosten. De trofee is de tegenhanger van de Clarence S. Campbell Bowl, die wordt uitgereikt aan de winnaar in het westen.

## Winnaars van de Eastern Conference
- 2017-18 - Washington Capitals
- 2016-17 - Pittsburgh Penguins
- 2015-16 - Pittsburgh Penguins
- 2014-15 - Tampa Bay Lightning
- 2013-14 - New York Rangers
- 2012-13 - Boston Bruins
- 2011-12 - New Jersey Devils
- 2010-11 - Boston Bruins
- 2009-10 - Philadelphia Flyers
- 2008-09 - Pittsburgh Penguins
- 2007-08 - Pittsburgh Penguins
- 2006-07 - Ottawa Senators
- 2005-06 - Carolina Hurricanes
- 2004-05 - Geen winnaar door de staking
- 2003-04 - Tampa Bay Lightning
- 2002-03 - New Jersey Devils
- 2001-02 - Carolina Hurricanes
- 2000-01 - New Jersey Devils
- 1999-00 - New Jersey Devils
- 1998-99 - Buffalo Sabres
- 1997-98 - Washington Capitals
- 1996-97 - Philadelphia Flyers
- 1995-96 - Florida Panthers
- 1994-95 - New Jersey Devils
- 1993-94 - New York Rangers

Montréal is recordhouder met 25 keer winst, gevolgd door Boston met 16 keer.

## Trivia
Nadat een team de Wales Trophy gewonnen heeft, gaat het door naar de Stanley Cup finale. Veel spelers durven dan ook niet de Wales Trophy aan te raken, omdat ze denken dat ze dan het onheil over zich afroepen. Bovendien vinden veel mensen de conferencebeker maar een troostprijs, het gaat immers om de Stanley Cup.
Eastern Conference
Western Conference
Stanley Cup · Clarence S. Campbell Bowl · Prince of Wales Trophy · Presidents' Trophy · Hart Memorial Trophy · Lester B. Pearson Award · Conn Smythe Trophy · Art Ross Memorial Trophy · Maurice Richard Trophy · Calder Memorial Trophy · James Norris Memorial Trophy · Frank J. Selke Trophy · NHL plus/minus Award · Bill Masterton Memorial Trophy · Lady Byng Memorial Trophy · King Clancy Memorial Trophy · Mark Messier Leadership Award · Vezina Trophy · Roger Crozier Saving Grace Award · William M. Jennings Trophy · Jack Adams Award · Lester Patrick Trophy